# Kunibert Fritz
Kunibert Fritz (* 15. Januar 1937 in Schwerin) ist ein deutscher Künstler, der als Maler dem Konstruktivismus und der Konkreten Kunst zugeordnet wird.

## Leben
Fritz studierte in den Jahren 1958 bis 1962 an der Hochschule für bildende Künste in Kassel bei Fritz Winter und Marie-Louise von Rogister. Von 1962 bis 1999 war er Kunsterzieher in Frankfurt am Main und Friedberg. Hier lebt der Künstler weiterhin in der Görbelheimer Mühle, sowie in dem Weiler Lamalou-le-Vieux, einem Teil von Combes im Département Hérault in Südfrankreich.

## Werke
Fritz bearbeitete im Laufe seiner künstlerischen Entwicklung Figuren und Farben in Bilderserien. Dazu gehören z. B. in den Jahren 1960 bis 1975 die Serie teilungsmöglichkeiten der quadratfigur, seit 1991: Serie mikado, seit 1995: computer gestützte entwürfe, seit 2002: serie sudoku oder seit 2009 fibonacci sequenz.

## Ausstellung
- 1969: Galerie Daedalus, Berlin
- 1986: Wilhelm-Hack-Museum, Ludwigshafen
- 1989: Galerie Hoffmann, Friedberg
- 1998: Konkret konstruktiv. Museum für Neue Kunst, Freiburg im Breisgau
- 2011: Ausstellungshalle Ossenheim, Kunibert Fritz[2]
- 2022: Kunibert Fritz: Unity in Duality. Vasarely Museum Budapest[3]